# 天主教阿巴埃特圖巴教區
天主教阿巴埃特圖巴教區（拉丁語：Dioecesis Abaëtetubensis）是巴西一個天主教教區，位於帕拉州東北部。此教區屬貝倫總教區。
1961年11月25日設自治監督區，1981年8月4日升為教區。2012年有教友351,000人，佔總人口71.6%。有十八個堂區、司鐸卅二人。現任教區主教為若瑟·瑪利亞·查韋斯-多斯-雷斯。